# Federico Marchetti
Federico Marchetti, född den 7 februari 1983 i Bassano del Grappa, är en italiensk fotbollsmålvakt som spelar för Marsaxlokk.

## Karriär
Marchetti slog igenom som 24-åring när han var målvakt i AlbinoLeffe när laget nådde playoff till Serie A. Tack vare sina framgångar där fick Marchetti chansen i Cagliari, där han först lånades in och efter en lyckad säsong köptes loss. Efter två säsonger med Cagliari i högstaligan blev han uttagen till Fotbolls-VM 2010 i Sydafrika. När Gianluigi Buffon drabbades av ryggproblem fick Marchetti chansen, men laget slutade sist i gruppen bakom Paraguay, Slovakien och Nya Zeeland, vilket var en stor missräkning för de regerande världsmästarna.
Motgångarna fortsatte för Marchetti, som blev avstängd av Cagliari efter att ha vägrat skriva på ett nytt kontrakt. Efter ett år vid sidlinjen kom Cagliari till slut överens med Lazio om att sälja Marchetti, som flyttade till huvudstaden. Hans första säsong innebar en renässans för hans insomnade karriär, då han var given förstemålvakt när laget slutade fyra, högsta placeringen för Lazio sedan 2007.